# Persvrijheid

Press Freedom Index 2025, rangschikking van landen naar persvrijheid gepubliceerd door Verslaggevers Zonder Grenzen. Nederland heeft een goede persvrijheid, België een aanvaardbare persvrijheid.
Goed
Aanvaardbaar
Mogelijke problemen
Moeilijk
Zeer ernstig

Persvrijheid is de vrijheid van drukpers, het grondrecht om gevoelens en gedachten openbaar of kenbaar te maken. Een democratische samenleving kan alleen goed functioneren als de persvrijheid – als een van de voornaamste voorwaarden – goed geregeld is.

## Nederlandse wetgeving
In Nederland is de persvrijheid vastgelegd in artikel 7 van de Nederlandse Grondwet:
Artikel 7
1. Niemand heeft voorafgaand verlof nodig om door de drukpers gedachten of gevoelens te openbaren, behoudens ieders verantwoordelijkheid volgens de wet.
2. De wet stelt regels omtrent radio en televisie. Er is geen voorafgaand toezicht op de inhoud van een radio- of televisie-uitzending.
3. Voor het openbaren van gedachten of gevoelens door andere dan in de voorgaande leden genoemde middelen heeft niemand voorafgaand verlof nodig wegens de inhoud daarvan, behoudens ieders verantwoordelijkheid volgens de wet. De wet kan het geven van vertoningen toegankelijk voor personen jonger dan zestien jaar regelen ter bescherming van de goede zeden.
4. De voorgaande leden zijn niet van toepassing op het maken van handelsreclame.

Hoewel er dus nooit vooraf toestemming nodig is voor enige publicatie, moet de auteur er wel rekening mee houden dat hij achteraf kan worden aangeklaagd wanneer zijn publicatie bijvoorbeeld smadelijk, lasterlijk of discriminerend is, of aanzet tot haat. Dit is wat met het in artikel 7 van de grondwet genoemde "behoudens ieders verantwoordelijkheid volgens de wet" wordt bedoeld. Persvrijheid neemt dus niet de verantwoordelijkheid voor hetgeen gepubliceerd wordt weg.

## Belgische wetgeving
In België bepaalt artikel 25 van de gecoördineerde Grondwet van 7 februari 1831:
‘De drukpers is vrij; de censuur kan nooit worden ingevoerd; geen borgstelling kan worden geëist van de schrijvers, uitgevers of drukkers.
Wanneer de schrijver bekend is en zijn woonplaats in België heeft, kan de uitgever, de drukker of de verspreider niet worden vervolgd.’
Daarnaast wordt uitdrukkelijk de vrijheid van meningsuiting gestipuleerd in artikel 19: ‘De vrijheid van eredienst, de vrije openbare uitoefening ervan, alsmede de vrijheid om op elk gebied zijn mening te uiten, zijn gewaarborgd, behoudens bestraffing van de misdrijven die ter gelegenheid van het gebruikmaken van die vrijheden worden gepleegd.’
De ergernis omwille van de mediacensuur en de heffing van zegelrechten op onder meer dagbladpublicaties vóór 1830, droegen sterk bij aan het ontstaan van België.

## Europese Unie
In maart 2010 kwam de Richtlijn audiovisuele mediadiensten tot stand, in 2024 gewijzigd en uitgegroeid tot de Verordening mediavrijheid. De Europese Commissie publiceert in dat verband het jaarlijks “Verslag over de rechtsstaat”.

## Beknotting van de persvrijheid
Beknotting van de persvrijheid kan op vele manieren gebeuren. In veel landen vindt dit plaats door censuur vanuit de overheid waarbij controleurs bij kranten etc. toestemming moeten geven voordat artikelen geplaatst mogen worden. Dit was bijvoorbeeld het geval in de voormalige Sovjet-Unie waar alle voorgenomen publicaties door de KGB gekeurd moesten worden. Een veel subtielere manier om de persvrijheid te beknotten zoals die nog steeds veel voorkomt, is te zien als de gedrukte media, televisiekanalen etc. in handen zijn van de overheid. Formeel is er dan geen controle maar feitelijk wel omdat de hoofdredactie zich altijd zal schikken naar de wensen van de overheid, de geldverstrekker. Ook als er sprake is van belangenverstrengeling tussen overheid of bedrijfsleven enerzijds en media anderzijds kan er sprake zijn van informele inperking van de persvrijheid. Minder subtiele manieren om de persvrijheid te onderdrukken zijn mishandeling, ontvoering, bedreiging of zelfs moord op journalisten of redacteuren die onwelgevallige artikelen schrijven of willen schrijven.
De Nederlandse stichting Free Press Unlimited helpt mensen in ontwikkelingslanden om onafhankelijke mediaorganisaties op te zetten. Free Press Unlimited vindt het belangrijk om deze mensen te steunen omdat zij anders geen eigen stem hebben. Door onafhankelijke mediaorganisaties op te zetten kunnen de mensen in ontwikkelingslanden zelf bepalen wat ze uitzenden en zo komt de bevolking te weten wat de overheid niet wil zeggen.
Een veel gebruikte methode om de persvrijheid te beknotten is (dreigen met) aanspannen van rechtszaken wegens smaad en laster wanneer publicaties de overheid (of overheidsfunctionarissen) onwelgezind zijn. Dit komt nog regelmatig voor in veel landen in de wereld.
Een organisatie die waakt over persvrijheid is Verslaggevers Zonder Grenzen. Elk jaar publiceren zij een lijst van landen met de mate van persvrijheid in die landen. Volgens de lijst van 2010 hebben IJsland, Finland, Noorwegen, Nederland en Zweden de meeste persvrijheid. België staat op een gedeelde tiende plaats, samen met Luxemburg en Malta. Volgens de lijst is er in Eritrea de minste persvrijheid, gevolgd door Noord-Korea, Turkmenistan en Iran. Opvallend was dat een aantal arme landen (Ghana en Mali) toch betrekkelijk hoog scoorden.
Een belangrijke testcase voor de persvrijheid was het proces van Scientology tegen Karin Spaink. Daarbij publiceerde de journaliste Karin Spaink interne documenten van Scientology, werd door de sekte aangeklaagd en ten slotte tot aan de Hoge Raad toe vrijgesproken, wegens het publieke belang dat met de publicatie gemoeid was.

## Wereldwijde index persvrijheid
Diverse organisaties en instellingen brengen, elk vanuit een eigen visie en met andere accenten, de persvrijheid wereldwijd in kaart. 

### Verslaggevers zonder grenzen
De internationale niet-gouvernementele organisatie Verslaggevers Zonder Grenzen publiceert jaarlijks een lijst van landen gerangschikt naar hun geschatte persvrijheid. Zo stonden voor de periode 2002-2006 in de top 5 van landen: 
- met de meeste persvrijheid: Finland, IJsland, Ierland, Nederland en Tsjechië
- met de minste persvrijheid: Noord-Korea, Turkmenistan, Eritrea, Cuba, Myanmar.

En over 2017 zag de top 5 er als volgt uit:  
- met de meeste persvrijheid: Noorwegen, Zweden, Finland, Denemarken, Nederland (België: nr. 9)
- met de minste persvrijheid: Noord-Korea, Eritrea, Turkmenistan, Syrië, China

Over 2020:
- met de meeste persvrijheid: Noorwegen, Finland, Zweden, Denemarken, Costa Rica (Nederland op plaats 6, België op 11)
- met de minste persvrijheid: Djibouti, China, Turkmenistan, Noord-Korea, en het allerlaagst geklasseerd is Eritrea

### Freedom House
Deze Amerikaanse NGO peilt naar het democratisch gehalte van alle landen in de wereld, en legt een grote nadruk op de persvrijheid, vandaar een afzonderlijk jaarlijks rapport over de situatie van de pers. Daarnaast publiceert de NGO speciale rapporten over de toestand in bepaalde landen, waar de persvrijheid het afgelopen jaar sterk is veranderd, in vrije of onvrije zin, en over de persvrijheid op het internet. 

### Democracy-index van The Economist
Hoewel The Economist vanuit een liberale visie focust op de democratie als geheel, vormt de persvrijheid een impliciet maar belangrijk onderdeel van de meetinstrumenten. In het jaarrapport over 2017 vormde de persvrijheid zelfs het belangrijkste thema.

## Dag van de Persvrijheid
In 1993 riepen de Verenigde Naties de datum 3 mei uit tot de jaarlijkse Internationale Dag van de Persvrijheid (World Press Freedom Day) om de beginselen van de persvrijheid onder de aandacht van het publiek en regeringsleiders te brengen en deze wereldwijd te bevorderen. Nog veel journalisten worden immers om hun uitingen bedreigd, mishandeld, vermoord of in gevangenschap genomen. Het idee voor deze Internationale Dag van de Persvrijheid was afkomstig van de Algemene Conferentie van de UNESCO van 1991. Daar werd erkend dat een vrije, pluriforme en onafhankelijke pers een essentieel onderdeel is van elke democratische samenleving. Daarnaast werd 2 november uitgeroepen tot Internationale Dag tegen Straffeloosheid van Misdaden op Journalisten (International Day to End Impunity for Crimes against Journalists).

## Internationale Persvrijheid-conferentie WPFC
UNESCO houdt jaarlijks de World Press Freedom Conference (WPFC). In 2020 vindt deze conferentie in Nederland plaats, de WPFC 2020 op 9-10 december 2020 (eerder gepland op 22-24 april 2020, doch uitgesteld wegens de coronacrisis) in het World Forum te Den Haag, samen met de eerste editie van het  World Press Freedom Festival, met als thema Journalism without Fear or Favour. De conferentie zal tevens in het teken staan van de International Day to End Impunity for Crimes against Journalists.

## Organisatie voor Veiligheid en Samenwerking in Europa
In de Organisatie voor Veiligheid en Samenwerking in Europa (OVSE) is een speciale vertegenwoordiger voor mediavrijheid aangeduid, met als taak vooraf te waarschuwen bij beperkingen van de mediavrijheid, en de lidstaten te helpen bij de uitvoering van hun verplichtingen inzake vrijheid van meningsuiting. 

## Investeringsfondsen
Wereldwijd leggen enkele investeringsfondsen zich toe op de financiële ondersteuning van het pluralisme in de media, vooral dan in landen waar de mediavrijheid onder druk staat. Vanuit de Verenigde Staten is sedert 1995 het Media Development Investment Fund (MDIF) actief. Eind 2021 zag Pluralis het licht. Het is een gezamenlijk initiatief van MDIF, de Koning Boudewijnstichting, het Noorse mediafonds Tinius Trust, het Soros Economic Development Fund (SEDF), de GLS Gemeinschaftsbank en Mediahuis, en beoogt de versterking van het mediapluralisme in Europa. 